# Julie Nolke
Julie Nolke (Calgary, 24 augustus 1990) is een Canadese actrice, schrijver en youtuber.

## Biografie
Op 24 augustus 1990 werd Nolke geboren in Calgary, Canada. In 2012 behaalde ze een BFA in acteren aan de York University. In juni 2019 trouwde ze met Samuel Larson.
Op 3 oktober 2011 maakte Nolke haar kanaal aan op YouTube, destijds getiteld Feeling Peckish. Haar eerste video volgde op 21 mei 2015. Nolke's doel was om het idee te ontkrachten dat vrouwen niet grappig zijn.
In april 2020 werd ze breder bekend door een filmpje getiteld Explaining the Pandemic to my Past Self. In het filmpje praat ze met zichzelf uit het verleden en hint de versie uit het heden hoeveel de wereld is veranderd zonder de coronapandemie direct te noemen. Het filmpje ging viraal en werd in een halfjaar meer dan 15 miljoen keer bekeken. Sindsdien is er elke drie maanden een nieuw deel uitgekomen.
In 2021 won haar filmpje Explaining the Pandemic to my Past Self drie Webby Awards: beste individuele prestatie, beste virale video en beste script.